# La plaça de Sant Joan (Josep Maria de Sagarra)
|  | «la plaça de Sant Joan» redirigeix aquí. Vegeu-ne altres significats a «plaça de Sant Joan». |

La plaça de Sant Joan és una comèdia en tres actes i en vers, original de Josep Maria de Sagarra, estrenada al teatre Romea de Barcelona, la vetlla del 9 de novembre de 1934.
L'escena passa en una població catalana, l'any 1800.

## Repartiment de l'estrena
- Enriqueta, dona de Santcliment, casada, jove, fresca i bonica: Josefina Tàpias.
- Senyora Sara, vídua, veïna d'Enriqueta: Maria Morera.
- Isabel, filla de la Senyora Sara: Emma Alonso.
- Lleona, dona madura de poble, trapacera, mitjancera i tot el que convé: Àngela Guart.
- Elvira, noia insignificant, promesa de Llorenç: Roser Coscolla.
- Dalmau, hereu jove, enamorat d'Enriqueta i d'Isabel: Pere Ventayols.
- Santcliment, marit d'Enriqueta, vell i ridícul: Alexandre Nolla.
- Garriguella, enamorat grotest d'Enriqueta: Antoni Guimbernat.
- Pelegrí, conco trist i sentenciós: Joaquim Garcia-Parreño.
- Llagostera, plaga de mitjana edat company de Santcliment: Ciprià Arboix.
- Deunidó, plaga de mitjana edat company de Santcliment: Llorenç Duran.
- El Doctor Gatuelles, metge: Lluís Carratalà.
- Gervasi, noi insignificant promès d'Elvira: Eduard Cabré.
- Picapoll, taverner: Joaquim Alonso.
- Direcció Carles Capdevila